# اتک، شهرستان ووکوار-سرییم
اُتُک (به کرواتی: Otok) شهری در شهرستان ووکوار-سرییم کشور کرواسی است که جمعیت آن در سال ۲۰۱۱ میلادی ۶٬۶۱۳ نفر بوده‌است.